# Округ Знојмо
Округ Знојмо (чеш. Okres Znojmo) је округ у Јужноморавском крају, у Чешкој Републици. Административно средиште округа је град Знојмо.

## Становништво
Према подацима о броју становника из 2012. године округ је имао 113.288 становника.